# Zambiaans honkbalteam

Vlag van Zambia.

Het Zambiaans honkbalteam is het nationale honkbalteam van Zambia. Het team vertegenwoordigt Zambiaans tijdens internationale wedstrijden. Het Zambiaans honkbalteam hoort bij de Afrikaanse Honkbal & Softbal Associatie (AHSA).